# Los Angeles Lakers 1967-1968
La stagione 1967-68 dei Los Angeles Lakers fu la 19ª nella NBA per la franchigia.
I Los Angeles Lakers arrivarono secondi nella Western Division con un record di 52-30. Nei play-off vinsero la semifinale di division con i Chicago Bulls (4-1), la finale di conference con i San Francisco Warriors (4-0), perdendo poi la finale NBA con i Boston Celtics (4-2).

## Western Division
| Squadra           | V  | P  | %    | GB |
| ----------------- | -- | -- | ---- | -- |
| Atlanta Hawks     | 56 | 26 | 68,3 | -  |
| L.A. Lakers       | 52 | 30 | 63,4 | 4  |
| S.F. Warriors     | 43 | 39 | 52,4 | 13 |
| Chicago Bulls     | 29 | 53 | 35,4 | 27 |
| Seattle S.Sonics  | 23 | 59 | 28,0 | 33 |
| San Diego Rockets | 15 | 67 | 18,3 | 41 |

## Roster
| \| Pos. \| Num. \| Naz. \| Nome \| Altezza \| Peso \| Data nascita \| Provenienza \| \| ---- \| ---- \| ---- \| ----------------- \| ------- \| ------ \| ------------ \| -------------------- \| \| G/AP \| 30 \| \| Anderson, Cliff \| 188 cm \| 91 kg \| 07-09-1944 \| Saint Joseph's \| \| A/C \| 23 \| \| Barnes, Jim \| 203 cm \| 95 kg \| 13-04-1941 \| Texas Western Miners \| \| A \| 22 \| \| Baylor, Elgin \| 196 cm \| 102 kg \| 16-09-1934 \| Seattle \| \| A \| \| \| Chambers, Jerry \| 196 cm \| 84 kg \| 18-07-1943 \| Utah \| \| G \| 21 \| \| Clark, Archie \| 188 cm \| 79 kg \| 15-07-1941 \| Minnesota \| \| A/C \| 31 \| \| Counts, Mel \| 213 cm \| 104 kg \| 16-10-1941 \| Oregon State \| \| G/AP \| 12 \| \| Crawford, Freddie \| 193 cm \| 86 kg \| 23-12-1941 \| St. Bonaventure \| \| G \| 11 \| \| Goodrich, Gail \| 185 cm \| 77 kg \| 23-04-1943 \| UCLA \| \| A \| 52 \| \| Hamilton, Dennis \| 203 cm \| 95 kg \| 08-05-1944 \| Arizona State \| \| A \| 33 \| \| Hawkins, Tom \| 196 cm \| 95 kg \| 22-12-1936 \| Notre Dame \| \| C \| 14 \| \| Imhoff, Darrall \| 208 cm \| 100 kg \| 12-10-1938 \| UC Berkeley \| \| A/C \| 34 \| \| Mueller, Erwin \| 203 cm \| 104 kg \| 12-03-1944 \| San Francisco \| \| G/AP \| 44 \| \| West, Jerry \| 188 cm \| 79 kg \| 28-05-1938 \| West Virginia \| \| G/AP \| 24 \| \| Wetzel, John \| 196 cm \| 88 kg \| 22-10-1944 \| Virginia Tech \| | Allenatore - Butch van Breda Kolff Legenda - (C) Capitano - (FA) Free agent - (S) Sospeso - (TW) Contratto Two-way - (GL) Assegnato a squadra G League affiliata - Infortunato Roster • Transazioni · Ultima transazione: 3 aprile 1968 |                        |                   |         |        |              |                      |
| Pos. | Num. | Naz.                   | Nome              | Altezza | Peso   | Data nascita | Provenienza          |
| G/AP | 30 | Stati Uniti (bandiera) | Anderson, Cliff   | 188 cm  | 91 kg  | 07-09-1944   | Saint Joseph's       |
| A/C | 23 | Stati Uniti (bandiera) | Barnes, Jim       | 203 cm  | 95 kg  | 13-04-1941   | Texas Western Miners |
| A | 22 | Stati Uniti (bandiera) | Baylor, Elgin     | 196 cm  | 102 kg | 16-09-1934   | Seattle              |
| A | | Stati Uniti (bandiera) | Chambers, Jerry   | 196 cm  | 84 kg  | 18-07-1943   | Utah                 |
| G | 21 | Stati Uniti (bandiera) | Clark, Archie     | 188 cm  | 79 kg  | 15-07-1941   | Minnesota            |
| A/C | 31 | Stati Uniti (bandiera) | Counts, Mel       | 213 cm  | 104 kg | 16-10-1941   | Oregon State         |
| G/AP | 12 | Stati Uniti (bandiera) | Crawford, Freddie | 193 cm  | 86 kg  | 23-12-1941   | St. Bonaventure      |
| G | 11 | Stati Uniti (bandiera) | Goodrich, Gail    | 185 cm  | 77 kg  | 23-04-1943   | UCLA                 |
| A | 52 | Stati Uniti (bandiera) | Hamilton, Dennis  | 203 cm  | 95 kg  | 08-05-1944   | Arizona State        |
| A | 33 | Stati Uniti (bandiera) | Hawkins, Tom      | 196 cm  | 95 kg  | 22-12-1936   | Notre Dame           |
| C | 14 | Stati Uniti (bandiera) | Imhoff, Darrall   | 208 cm  | 100 kg | 12-10-1938   | UC Berkeley          |
| A/C | 34 | Stati Uniti (bandiera) | Mueller, Erwin    | 203 cm  | 104 kg | 12-03-1944   | San Francisco        |
| G/AP | 44 | Stati Uniti (bandiera) | West, Jerry       | 188 cm  | 79 kg  | 28-05-1938   | West Virginia        |
| G/AP | 24 | Stati Uniti (bandiera) | Wetzel, John      | 196 cm  | 88 kg  | 22-10-1944   | Virginia Tech        |

## Staff tecnico
- Allenatore: Butch van Breda Kolff